# Mustapha Laliam
 (septembre 2015).
Si vous disposez d'ouvrages ou d'articles de référence ou si vous connaissez des sites web de qualité traitant du thème abordé ici, merci de compléter l'article en donnant les références utiles à sa vérifiabilité et en les liant à la section « Notes et références ».
Mustapha Laliam, né à Relizane en 1928 au sein d'une famille kabyle originaire de Beni Yenni wilaya de Tizi Ouzou, et mort à Alger en 2009, est un combattant et révolutionnaire du FLN durant la guerre d'Algérie.

## Biographie

### Jeunesse
Mustapha Laliam est né en 1928 dans la province de Relizane, dans une famille originaire de Beni Yenni en Kabylie. Il part en France pour suivre des études de médecine durant l'entre-deux-guerres et obtient un doctorat en chirurgie ophtalmologique à l'université de Montpellier en 1956.Il manifeste durant ses premières années étudiantes un grand intérêt pour la politique et les mouvements révolutionnaires. 

### Engagement dans la révolution
Étudiant sensible aux résistances politiques, il est convaincu du basculement de son siècle dans la lutte révolutionnaire. Il rejoint alors Marseille puis s'embarque pour Tunis afin d'échapper à la police française. À Tunis, où une partie des révolutionnaires algériens organisent la résistance politique et conçoivent la continuité de l'action militaire, il est désigné comme médecin-chef de l'est pour la révolution algérienne. Mustapha Laliam fait partie des premiers étudiants algériens en France à avoir traversé la Méditerranée pour s'engager dans la guerre d'indépendance algérienne.
Le colonel Amirouche Aït Hamouda en mission à Tunis au début de l'année 1956 engage de nombreux médecins algériens. Selon Saïd Sadi, Mustapha Laliam confirmera plus tard que « certains abus du FLN, l'absence de perspectives (l)'ont rendu extrêmement dubitatif sur la viabilité du soulèvement » mais il s'engage néanmoins en septembre 1956 dans la wilaya III aux côtés d'Amirouche. Il expliquera : « j'ai suivi un homme, c'est tout. On ne dit pas non à Amirouche ». Il est le premier médecin algérien à franchir la ligne Morice. 
Il se retrouve au cœur de la guerre d'Algérie, dans la wilaya III où le colonel Amirouche Ait-Hamouda s'affirme comme l'un des plus féroces ennemis de l'armée française. Il s'impose progressivement dans la hiérarchie militaire de la wilaya III. Médecin-chef de la wilaya III, il a pour adjoints directs, Boudaoud Mohamed étudiant en médecine et Ziane Akli et s'occupe essentiellement des blessés de guerre. 
Durant son séjour dans le maquis, il épouse Nafissa Hamoud. La Kabylie devient le théâtre de luttes sanglantes jusqu'en 1959 entre les armées françaises et les révolutionnaires algériens. Le capitaine Léger monte une vaste opération d'infiltration et de manipulation des réseaux de l'ALN en Kabylie. Témoin de l'infiltration des services français dans la wilaya III, puis de la décomposition politique du micro-état d'Amirouche, il échappe de peu aux manipulations de l'armée française. Dans ce contexte, sa relation avec le colonel Amirouche se dégrade.
Face à l'intensité des combats, Amirouche décide d'évacuer les femmes vers la Tunisie. Mustapha Laliam est ainsi envoyé en mission  afin d'évacuer Danièle Mine, Raymonde Peschard, Nafissa Hamoud et Louisa Attouche. L'armée française intercepte le convoi près de Medjana le 26 novembre 1957 . Raymonde Peschard est tuée tandis que Mustapha Laliam est fait prisonnier,. Arrêté puis torturé par l'armée française, il est emprisonné successivement dans les prisons de Serkadji, Berrouaghia et El-Harrach.
Libéré en 1961 grâce à l'action de son épouse Nafissa Hamoud, il rejoint Genève, puis une nouvelle fois Tunis, véritable bastion politique de la révolution algérienne. Après les accords d'Évian et la proclamation de l'indépendance algérienne, Mustapha Laliam s'éloigne des turbulences politiques de la fin de la révolution et des luttes fratricides entre les chefs de wilayas et l'armée des frontières.

### Carrière médicale et politique
Après l’indépendance de l'Algérie, il s'engage dans une carrière d'ophtalmologiste à Alger. Il enseigne l'ophtalmologie et l'histoire de la médecine arabe et médiévale à l'université d'Alger. Il possède un cabinet d'ophtalmologie en bas de la rue Didouche-Mourad (ancienne rue Michelet).
Élu député de Relizane aux élections législatives de 1977, il assiste aux dernières années du règne de Houari Boumedienne à la présidence de la république algérienne. 
Proche de Boumedienne, il est l'un de ses derniers conseillers politiques[réf. nécessaire]. Durant son mandat de député, il s'implique dans la politique de rapprochement de l'Algérie avec le monde arabe. Il est envoyé par le ministère de la santé à Bagdad dans le cadre du rapprochement entre Saddam Hussein et Houari Boumedienne après les accords d'Alger. Il représente l'Algérie à de nombreux congrès médicaux à travers le monde, à Mexico, La Havane, Belgrade, Le Caire et ce dans le contexte géopolitique du mouvement des non-alignés. Il s'agit alors de promouvoir dans le tiers-monde une organisation médicale unifiée.
Après les évènements d'octobre 1988 et les premières manifestations de la guerre civile algérienne, il décide de se retirer du monde politique. Malgré sa retraite, Mustapha Laliam continue de parcourir le monde, voyageant régulièrement à Damas, en qualité de professeur de médecine dans des congrès ophtalmologistes que le président Bachar el-Assad, ophtalmologue de formation, apprécie tout particulièrement. Il repose au cimetière de Beni Yenni, dans les montagnes des berbères.